# Antonio de Viana
Antonio de Viana (San Cristóbal de La Laguna, 1578 – 1650?) è stato uno storico, medico e poeta spagnolo.
Studiò a Siviglia conseguendo la licenza in medicina, nel 1606. in questa città probabilmente conobbe Lope de Vega.

## Biografia
A partire dal 1607 prestò servizio per conto del Cabildo di Tenerife, curando gli infermi dell'ospedale. In seguito a Siviglia fu medico chirurgo presso l'ospedale del Cardenal. Nel 1630, quando aveva già conseguito una fama notevole, i suoi conterranei di Tenerife riuscirono a convincerlo a tornare sull'isola, con il suo vecchio incarico splendidamente remunerato. Nel 1633 si trasferì a Las Palmas de Gran Canaria, ove esercitò gran parte della sua attività professionale. Fu medico del vescovo Cristóbal de la Cámara y Murga e ciò contribuì a innalzare ancor più la sua reputazione fra i magistrati residenti nella città di Gran Canaria.
Si dilettò di storia e poesia ed è stato osservato che si sia inventato parte dei nomi guanci che si leggono nei suoi scritti. José Viera y Clavijo si basò su alcuni scritti del poeta Viana per compilare parte della sua Historia de Canarias, con il conseguente errore circa la denominazione dei nomi aborigeni che si sono ripetuti fino al XX secolo.

## Opere
- Antigüedades de las Islas Afortunadas[3] (1604), poesia di grande valore che fornisce importanti informazioni sui costumi e l'etnografia delle isole Canarie.
- Conquista de Tenerife.
- Aparecimiento de la imagen de Candela (1637), saggio.